# William Edward Parry
Sir William Edward Parry (Bath, comtat de Somerset, 19 de desembre de 1790 - Bad Ems, Renània-Palatinat, Alemanya, 9 de juliol de 1855) va ser un contraalmirall anglès i explorador de l'Àrtida.

## Biografia
William Edward Parry va néixer a la ciutat de Bath al comtat de Somerset, el 1790. Fou el quart fill del doctor Caleb Hillier Parry i de Sarah Rigby. Hi va ser educat a l'escola «King Edward's School». Amb tretze anys es va enrolar com a voluntari de primera classe en el vaixell insígnia de l'Almirall Cornwallis a la flota del Canal. El 1806 va ser promogut aspirant oficial i el1810 va ser ascendit a tinent a la fragata Alexander, que passaria els tres següents anys protegint la pesca de balenes a l'arxipèlag de les Svalbard. Va aprofitar l'oportunitat per estudiar i practicar l'observació astronòmica a les latituds boreals, i posteriorment va publicar els resultats dels seus estudis en un petit volum titulat Nautical Astronomy by Night (1816). Entre 1813 i 1817 va servir a la base nord-americana.

### Primer viatge a l'àrtic de 1818
L'abril de 1818 acompanyà al llavors capità John Ross, al comandament del HMS Isabelle, en la seva primera expedició a l'àrtic, i va rebre el comandament del veler de dos pals HMS Alexander, de 252 tones i 37 homes. L'expedició va penetrar a la badia de Baffin i va procedir al reconeixement complet de les seves costes. A l'agost van arribar a l'estret de Lancaster i van seguir cap al nord, delimitant la badia de Melville, en la part més septentrional, fins a aquest moment desconeguda per l'Almirallat. Van arribar fins a l'estret de Smith (la boca de l'estret de Nares), però no van seguir més enllà, en confondre Ross un miratge o una cadena d'icebergs amb unes muntanyes a l'extrem de l'estret, les quals va arribar a batejar amb el nom de «Crocker Hills». Ross va decidir, a una latitud de 76° 46′ N tornar a Anglaterra malgrat les protestes de diversos dels seus oficials, entre ells Edward Sabine i Parry.
El relat d'aquest viatge, publicat un any més tard, va treure a la llum aquestes discrepàncies i va donar peu a una controvèrsia sobre l'existència o no de les «Crocker Hills", que va arruïnar la reputació de Ross.

### Primera expedició àrtica de 1819-1820

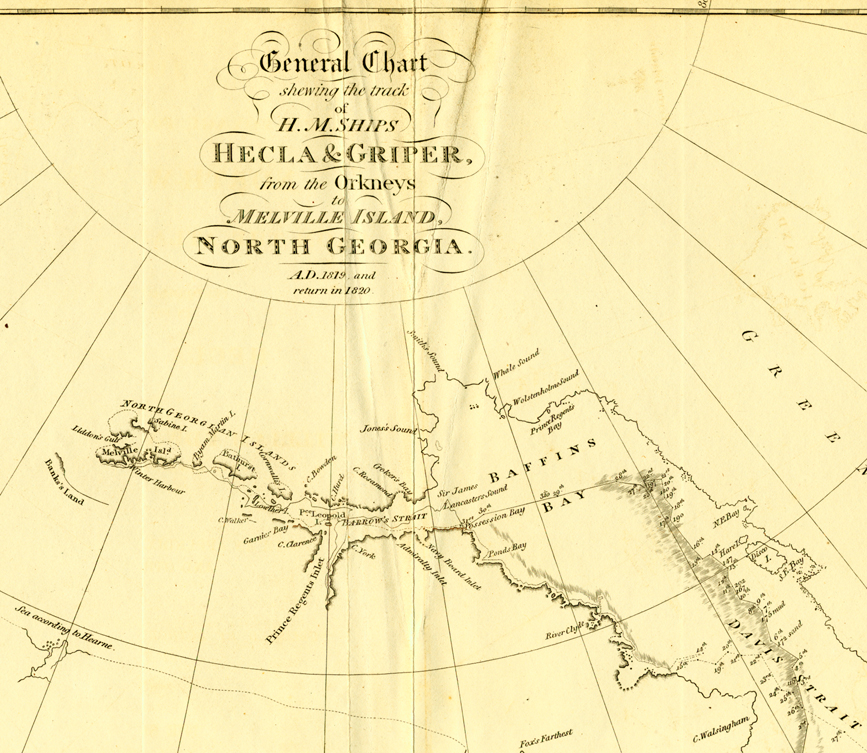
Carta del viatge del HMS Hecla & Griper

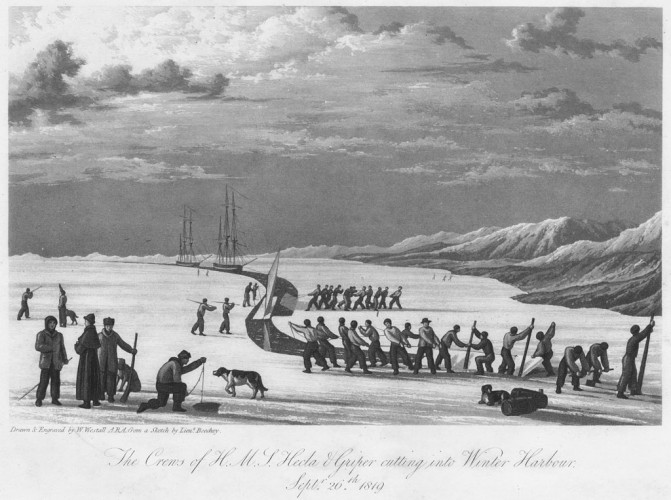
The Crews of H.M.S. Hecla & Griper Cutting Into Winter Harbour, Sept. 26th, 1819 (Les tripulacions del H.M.S. Hecla & Griper a Winter Harbour, 26 de setembre de 1819. Apunt de Frederick William Beechey).

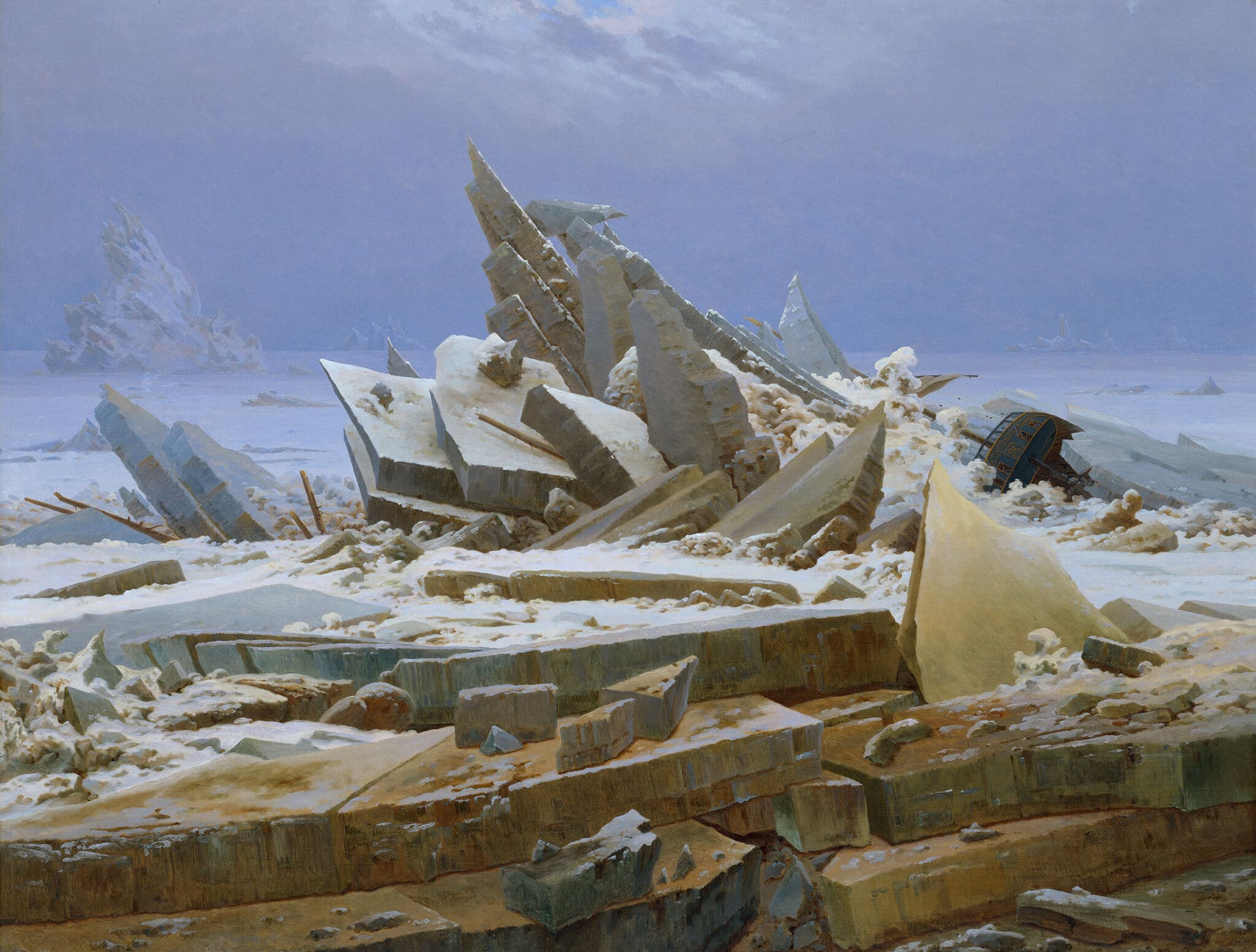
El Mar de Gel («Das Eisman») de Caspar David Friedrich, 1823-1824, va ser inspirada en les notes de l'expedició de Parry de 1819-1820. La dura naturalesa i la composició radical però, van provocar que l'obra quedés sense vendre a la mort de l'artista el 1840.

L'any següent, 1819, Parry va aconseguir el comandament d'una nova expedició àrtica, formada per dos vaixells: el HMS Hecla, una bombarda de 375 tones, amb ell com a cap i Frederick William Beechey com a segon i dibuixant, i el HMS Griper, un bergantí de 180 tones, sota les ordres del tinent Liddon. Tenien l'ordre expressa de l'Almirallat d'explorar l'estret de Lancaster per determinar si estava o no tancat per muntanyes. Van sortir d'Anglaterra el 4 de maig de 1819 i el 4 d'agost van arribar a l'estret de Lancaster, que lliure de gel i sense muntanyes que el tanquessin, els va permetre avançar fins als 74° 16′ N. En aquest moment van tenir un problema de navegació no conegut fins llavors, motivat per la proximitat del pol nord magnètic que va fer impossible l'ús de la brúixola. Això va fer que haguessin d'orientar-se mitjançant navegació de les estrelles, i, en els dies en què el cel no estava clar, només auxiliats per la direcció dels canviants vents. Van seguir internant-se en aigües de l'estret de Lancaster, deixant al nord l'illa de Devon i al sud l'illa de Baffin, fins a arribar a l'estret del Príncep Regent, al que van donar nom. Van entrar a l'estret però el gel els va obligar a fer mitja volta altra vegada cap a l'estret de Lancaster, per seguir el viatge cap a l'oest, deixant la costa meridional d'Illa Devon sempre al nord, i endinsant-se a l'estret de Barrow. Van seguir navegant vorejant les costes meridionals de l'illa de Cornwallis (batejada en honor de l'almirall de la Royal Navy William Cornwallis), l'illa de Bathurst (batejada en honor del Comte Henry Bathurst, Secretari d'Estat britànic per a la guerra i les colònies) i illa de Melville, fins a assolir el meridià 110° W, en què la tripulació va guanyar la prima de 5.000 lliures que atorgava l'Almirallat a qui el sobrepassés. Van seguir cap a l'oest, amb una capa de gel relativament prima, fins que en veure, al sud, les costes meridionals de l'illa de Banks el gel es va fer més gruixut, fent impossible l'avanç. En total van recórrer uns 1.100 km avançant sempre a l'oest, en el que és el principal tram del Pas del Nord-oest.
Van hivernar a Port-Winter, sent aquesta la primera hivernada amb èxit a l'alta Àrtida. Parry va mantenir les dues tripulacions molt ocupades, per no quedar abatuts amb la llarga nit hivernal, amb el manteniment dels vaixells, el desenvolupament de tècniques de supervivència, la presa observacions meteorològiques i magnètiques i les activitats d'oci. Beechey s'encarregà de produir diverses obres de teatre, sent presentada la primera el 5 de novembre amb el títol Miss in her teens. El capità Sabine s'encarregà d'editar un periòdic setmanal, el North georgia Gazette, and Winter Chronicle, en què col·laboraven molts dels tripulants.
Al maig següent va començar a fondre's el gel reapareixent la vegetació. Aquell juny van recórrer a peu illa de Melville i van arribar fins a la seva costa septentrional, descobrint el golf de Liddon, anomenat així en honor del 2n oficial. L'1 d'agost els vaixells quedaren finalment alliberats del gel i van reprendre la ruta cap a l'oest, sense poder arribar més enllà dels 113° 48′ 22″ O, al davant l'extrem meridional d'illa de Melville. Van descobrir l'illa de Banks al sud, on van veure els caps de Dundas i Beechey, a l'oest, però no van aconseguir travessar l'impenetrable gel. Parry va decidir tornar, convençut que el pas no es trobava per aquesta ruta i que devia trobar-se al sud de l'illa de Baffin. A la tornada, van resseguir la riba meridional de l'estret de Barrow i l'estret de Lancaster, cartografiant la costa nord de l'illa Somerset.
L'expedició va tornar cap a casa, arribant a Peterhead, Escòcia, el 30 d'octubre de 1820, després d'un viatge d'un èxit gairebé sense precedents en què es va completar més de la meitat del trajecte entre Groenlàndia i l'estret de Bering. A Anglaterra Parry va ser honrat públicament per moltes institucions, i al febrer de 1821 va ser triat per unanimitat membre de la Royal Society. La narració d'aquest viatge va ser publicada en 1821 amb el títol Journal of a Voyage to discover a North-west Passage i incloïa 26 dels esbossos presos per Beechey. Expedicions posteriors van aconseguir culminar el recorregut establint així el Pas del Nord-oest.

### Segona expedició àrtica de 1821-1823
En tornar, el tinent Parry fou ascendit a comandant. El 29 d'abril de 1821 es va fer novament a la mar, al comandament d'una segona expedició de l'Almirallat, amb l'objectiu de trobar l'anhelat Pas del Nord-oest, amb el HMS Fury i el HMS Hecla, especialment equipats i reforçats. Parry tenia instruccions d'anar cap a l'oest a través de l'estret de Hudson, entre l'illa de Baffin i la península d'Ungava. Va arribar a l'estret a finals de juny i va continuar cap a l'oest, al nord de l'illa Southampton fins a la badia Repulse, que va ser descoberta en trobar tancat el progrés cap a l'oest. Tot seguit va resseguir la costa de la península de Melville cap al nord, reconeixent les diferents badies i cales que poguessin amagar el possible pas cap a l'oest. Explorà i cartografià l'extrem sud de la península i després va continuar al Lyon Inlet (que va ser nomenat en honor del seu segon oficial, el comandant George Francis Lyon). L'hivern se'ls tirava a sobre i el 8 d'octubre van decidir establir-se a la costa sud de l'illa Winter per passar l'hivern.
Parry va continuar amb la seva política d'entreteniment de la tripulació, realitzant observacions científiques i mantenint el Teatre Real Àrtic, que ben equipat amb llums i vestuari, va presentar un programa cada quinze dies. També va establir una escola en la qual ensenyava a llegir ia escriure als membres de la tripulació. S'havia millorat el sistema de calefacció per evitar l'acumulació d'humitat a les cabines i les tradicionals lliteres havien estat substituïdes per hamaques per permetre una major circulació de l'aire. En aquesta hivernada van rebre la visita d'un grup d'esquimals que s'havia establert a unes dues milles i van mantenir una estreta comunicació amb l'expedició. Els inuit van explicar a Parry que existia un estret al nord de l'illa Winter que permetia arribar a aigües obertes a l'oest, i la seva esperança de trobar el Pas del Nord-oest va créixer.
Després de nou llargs mesos el 2 de juliol de 1822 les dues embarcacions van quedar lliures de gel. Seguint els consells dels inuits, Parry es va dirigir a l'entrada de l'estret (ara estret Fury i Hecla), que va trobar tancat pel gel. Van fer reconeixements a peu encara que no van aconseguir trobar mar obert. De nou l'hivern se'ls tirar a sobre i van decidir passar el seu segon hivern a l'illa Igloolik, al Hooper Inlet, prop de la boca de l'estret, de nou acompanyats pels inuit que també utilitzaven l'illa com a assentament d'hivern. Parry estava convençut que no podrien arribar a l'estret de Bering, ja que les provisions s'estaven acabant. El 9 d'agost de 1823 els vaixells van tornar a quedar lliures i Parry va fer un últim intent d'explorar l'estret Fury i Hecla, però novament va trobar una sòlida barrera de gel. Parry va decidir tornar a Anglaterra, arribant a casa a finals d'octubre.
Parry no va aconseguir trobar el pas cap al Pacífic, però havia cartografiat i explorat una àrea considerable de l'Àrtic, fins a aquell moment desconeguda, que s'estenia des de l'illa Southampton fins a l'illa de Baffin. També el contacte gairebé continu amb els inuit de la península de Melville li va permetre conèixer moltes coses noves sobre la seva manera de vida, cultura i idioma, observacions que va incloure en la versió publicada el 1824 del seu diari del viatge (Journal of a Second Voyage, &c.).
Durant la seva absència, el 8 novembre de 1821, havia estat promogut a capità, i poc després de la seva tornada, l'1 de desembre de 1823, va acceptar el càrrec de director del Servei Hidrogràfic de l'Almirallat, amb el benentès que s'enviaria una altra expedició l'Àrtic.

### Tercera expedició àrtica de 1824-1825
Amb les mateixes naus Parry va deixar Deptford el 8 de maig de 1824, al comandament d'una tercera expedició amb el mateix objectiu que les anteriors. Aquesta vegada volia buscar el pas a través de l'estret de Lancaster, per baixar per l'estret del Príncep Regent, i després, si era possible, continuar per la costa septentrional d'Amèrica del Nord. Aquesta seria l'expedició menys afortunada de Parry, ja que va trobar molt gel a la badia de Baffin, cosa que va retardar la seva entrada a l'estret de Lancaster fins al 10 de setembre, molt a prop del final de la temporada de navegació. Van aconseguir arribar a la costa est de l'estret del Príncep Regent, on l'1 d'octubre van fixar el seu campament d'hivern. El juliol de l'any següent els vaixells quedaren lliures del gel i Parry va creuar a l'altre costat de l'estret amb l'esperança de trobar una obertura cap a l'oest. En la lluita contra el gel el HMS Fury va encallar, quedant greument malmès. Sense garanties de seguretat per fer les reparacions necessàries, Parry va decidir abandonar el vaixell i iniciar el retorn cap a Anglaterra de les dues tripulacions a bord del HMS Hecla, on va arribar l'octubre de 1825. Tot i que quasi no va contribuir en l'exploració de l'Àrtic, l'expedició va recollir informació valuosa sobre la posició del pol magnètic, la vida silvestre de l'Àrtic i altres qüestions científiques. El relat d'aquest viatge va ser publicat en 1826.
En aquest viatge Parry va ser un pioner en l'ús de tècniques d'enllaunat per tal de conservar els aliments, encara que no eren infal·libles: el 1939 es van trobar espores viables de certes bacteris resistents a la calor en llaunes de vedella rostida en conserva que havien viatjat amb Parry al cercle polar àrtic el 1824.
El 23 octubre 1826 Parry es va casar amb Louisa Stanley, filla de John Thomas Stanley, 1r Baró Stanley d'Alderley i lady Maria Josepha Holroyd.

### L'expedició al Pol Nord
A l'any següent l'Almirallat va autoritzar l'expedició en què Parry volia arribar al pol Nord des de la costa nord de Spitsbergen, a les illes Svalbard. No va tenir èxit, però els 82° 45′ de latitud nord que va aconseguir el 1827 no van ser superats fins 49 anys més tard. Les anotacions del diari del seu viatge van ser publicades amb el títol Narrative of the attempted to reach the North Pole, & c. (1827) [Narrativa d'un intent d'aconseguir el Pol Nord]. L'abril de 1829 va ser nomenat cavaller.

### Els darrers anys de carrera
Entre 1829 i 1834 Parry va servir com a comissari de la Companyia Agrícola d'Austràlia (Australian Agricultural Company) amb seu a Tahlee, a la costa nord de Port Stephens, Nova Gal·les del Sud, Austràlia.
Posteriorment fou seleccionat pel càrrec de supervisor del Departament de màquines de vapor de la Marina Reial Britànica, càrrec que va ocupar fins a la seva retirada del servei actiu, el 1846, quan va ser nomenat capità-superintendent del Royal Hospital Haslar. Reorganitzà el servei de correu d'ultramar que havia estat transferit des de l'Oficina de Correus a l'Almirallat el gener de 1837, fent que les companyies navilieres fossin contractades per portar el correu, en lloc dels vaixells de guerra, en un horari regular.
Va aconseguir el rang de contraalmirall el 1852, i l'any següent es va convertir en governador del Greenwich Hospital, càrrec que va ocupar fins a la seva mort.

## Llegat
El caràcter de Sir William Edward Parry va ser influenciat per la seva fe indestructible en Jesucrist. A més dels diaris dels seus viatges també va escriure Lecture to Seamen, and Thoughts on the Parental Character of God (Lectura a la gent de mar, i reflexions sobre el caràcter patriarcal de Déu). Va ser assenyalat com "un evangèlic [cristià] i un ardent defensor de la reforma moral a la marina."
A Sir William Edward Parry s'atribueix l'ús definitiu del nom d'Illa de Baffin, la 5a més gran del món, i la major de les illes que componen l'Arxipèlag Àrtic Canadenc.
A la Lluna, un cràter va ser batejat en el seu honor, cràter Parry. També un comtat a Nova Gal·les del Sud (Parry County), la vila de Parry Sound a Ontario, Canadà i el fenomen òptic arc de Parry, que ell va documentar durant l'expedició de 1819-1821.